# 3070 Ейткен
3070 Ейткен (1949 GK, 1942 GQ, A907 HA, 3070 Aitken) — астероїд головного поясу, відкритий 4 квітня 1949 року.
Тіссеранів параметр щодо Юпітера — 3,561.